# (22393) 1994 QV
1994 كيو في (ويعرف أيضًا باسم (22393) 1994 كيو في وفق تسمية الكوكب الصغير) (بالإنجليزية: 1994 QV)‏ هو كويكب ضمن حزام الكويكبات؛ وترتيبه 22393 من حيث الاكتشاف.
اكتُشف هذا الجُرم الفلكي بواسطة Yoshisada Shimizu ‏ في 29 أغسطس 1994.

## وصلات خارجية
- (22393) 1994 QV في قاعدة بيانات مختبر الدفع النفاث لأجرام النظام الشمسي الصغيرة

- الاكتشاف · مخطط المدار ·  العناصر المدارية · المعلمات المادية

- (22393) 1994 QV على موقع ويكي سكاي: DSS2, SDSS, GALEX, IRAS, Hydrogen α, X-Ray, Astrophoto, Sky Map, Articles and images